# 下塞普瓦
下塞普瓦（法語：Seppois-le-Bas，法語發音：[sɛpwa lə ba] ⓘ）是法国上莱茵省的一个市镇，与上塞普瓦相邻，属于阿尔特基什区。

## 地理
下塞普瓦（47°32'11"N, 7°10'28"E）面积6.73 平方千米，位于法国大東部大區上莱茵省，该省份为法国东部内陆省份，是阿尔萨斯的一部分，今与下莱茵省组成了阿尔萨斯欧洲集体，其北临下莱茵省，西接孚日省，西南接贝尔福地区省，东侧沿莱茵河与德国相望，南与瑞士接壤。
与下塞普瓦接壤的市镇（或旧市镇、城区）包括：拉尔吉岑、普费特鲁斯、上塞普瓦、雷谢西。
下塞普瓦的时区为UTC+01:00、UTC+02:00（夏令时）。

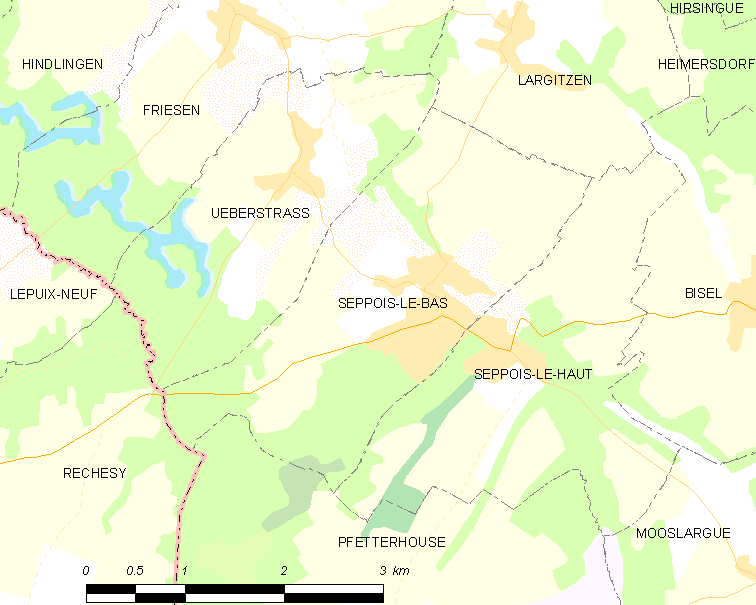
下塞普瓦的OSM定位图

## 行政
下塞普瓦的邮政编码为68580，INSEE市镇编码为68305。

## 政治
下塞普瓦所属的省级选区为马斯沃-尼德布吕克县。

## 人口

1962-2008年间下塞普瓦人口变化图示

下塞普瓦于2022年1月1日时的人口数量为1426人。